# Nesophontes hypomicrus
Espèce
Statut de conservation UICN

 EX  : Éteint
Nesophontes hypomicrus est une espèce disparue de mammifères appartenant à la famille des Nesophontidae. On pouvait la trouver en République dominicaine et en Haïti[réf. souhaitée].

## Classification
Cette espèce a été décrite en 1929 par le zoologiste américain Gerrit Smith Miller, Jr (1869-1956).
Classification plus détaillée selon le Système d'information taxonomique intégré (SITI ou ITIS) :
 Règne : Animalia ; sous-règne : Bilateria ; infra-règne : Deuterostomia ; Embranchement : Chordata ; Sous-embranchement : Vertebrata ; infra-embranchement : Gnathostomata ; super-classe : Tetrapoda ; Classe : Mammalia ; Sous-classe : Theria ; infra-classe : Eutheria ; ordre : Soricomorpha ; famille : Nesophontidae ; genre : Nesophontes.
Traditionnellement, les espèces de ce genre sont classées dans l'ordre des Insectivora, un regroupement qui est progressivement abandonné au XXIe siècle.